# Diadelia nervulata
Diadelia nervulata är en skalbaggsart som beskrevs av Leon Fairmaire 1903. Diadelia nervulata ingår i släktet Diadelia och familjen långhorningar.
Artens utbredningsområde är Madagaskar. Inga underarter finns listade i Catalogue of Life.